# يورغن مادس كلوسن
يورغن مادس كلوسن (بالدنماركية: Jørgen Mads Clausen)‏ هو رائد أعمال دنماركي، ولد في 23 سبتمبر 1948 في مملكة الدنمارك.